# Arquitectura transportable

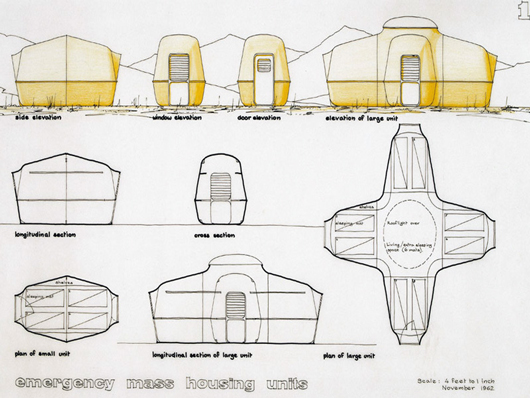
Unidades de vivienda de emergencia, 1962

Arquitectura transportable o desmontable es aquel arte o técnica de proyectar y construir edificaciones que se llevan de un lugar a otro, y cuya permanencia en un sitio específico dura un tiempo limitado, aunque su impacto puede tener una mayor duración.
Las características básicas de la arquitectura transportable se basan en los principios de eficiencia respecto a la forma, peso ligero de los materiales y flexibilidad en su uso. Existe en diversos campos de la actividad humana: habitabilidad, educación, ocio, medicina y comercio. Se encuentran muchos ejemplos a lo largo de la historia que expresan esta habilidad, desde circos hasta auditorios para conciertos. No obstante,  la arquitectura de emergencia es un gran ejemplo de la condición esencial de la arquitectura transportable.
La naturaleza efímera de la arquitectura transportable conlleva un rechazo por los métodos constructivos tradicionales ya que no son los más acordes para su construcción. No obstante,  las estructuras y tecnologías alternativas son la solución para este tipo de arquitecturas. 

## Origen y evolución
Las primeras construcciones efímeras transportables son las arquitecturas nómadas de los pueblos dedicados al pastoreo de las tribus mongolas y turcas en Asia, los beduinos y árabes de África del Norte o los hamitas en África del Este, así como las tribus indias nómadas de América.

La historia nos ofrece numerosos tipos de formas y estructuras móviles que se asemejan a tiendas, que pueden llegar a formar ciudades temporales.

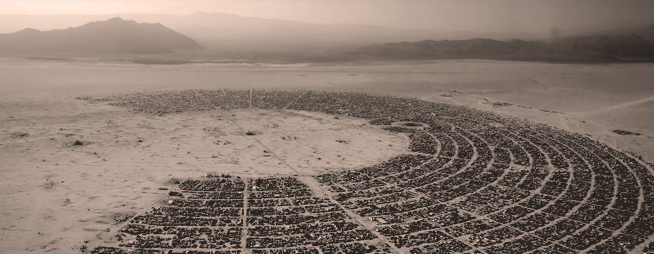
Black Rock city. Festival Burning Man.

En la primera mitad del siglo XIX, gracias al descubrimiento de nuevos materiales, aparecen nuevas técnicas y métodos de producción que facilitan la construcción de arquitecturas transportables. En esta periodo destacan las exposiciones universales donde se le da gran importancia a la ligereza, rapidez del montaje y la posibilidad de reutilizar las piezas. El ejemplo más característico es la construcción prefabricada y desmontable del Palacio de Cristal Paxton que puede ser montada con facilidad y rapidez y desplazada sin dificultad. 
En la década de 1960 y 1970 existió una corriente que optaba por una arquitectura móvil y nómada, no solo capaz de liberar la acción del habitante, sino también la localización de la arquitectura. Esta descontextualización fue característica en proyectos utópicos de la época, donde lo recreativo y expositivo tomaban un papel principal, como es el caso de New Babylon de Constant, la Cité Spatiale de Yona Friedman o Plug-in de Archigram. Sin embargo muchas de estas construcciones nunca alcanzaron la condición transportable en sus fragmentos construidos. 
La arquitectura transportable no era solo propia de colectivos de jóvenes arquitectos sino también típicas de arquitecturas festivales de ocio y cultura como los circos, teatros ambulantes, escenarios de conciertos o pabellones expositivos itinerantes. En el caso de España cabe destacar la figura de Emilio Pérez Piñero por sus estructuras móviles ligeras en teatros, cines y exposiciones y recientemente un joven titulado de la ETSAM, Rodrigo García González con su proyecto Zip-Zip.

## Sistemas estructurales transportables
Las arquitecturas transportables se caracterizan por su condición de ser llevadas de un lugar a otro, por tanto necesitan de estructuras ligeras no convencionales. Esta clasificación hace hincapié en la optimización espacial para su traslado como característica principal de las arquitecturas transportables.

### Pliegues
Se caracteriza por el uso de elementos industriales para su construcción y en muchos casos se diseña su estructura  como elemento autoportante ligado al ser humano que lo transporta. Gracias a este sistema permite a un explorador, viajero u otro itinerante tener un alto nivel de confort con un mínimo esfuerzo.  Cabe destacar la capacidad de adaptación de la forma en función de las necesidades del usuario. 
Este sistema estructural destaca por la capacidad de producir espacios a gran escala partiendo de una estructura plegada de un tamaño mucho más reducido. En consecuencia, el transporte de la instalación es mucho más sencilla,  pueden varias desde una serie de plegados hasta conseguir un objeto mínimo.

### Membranas

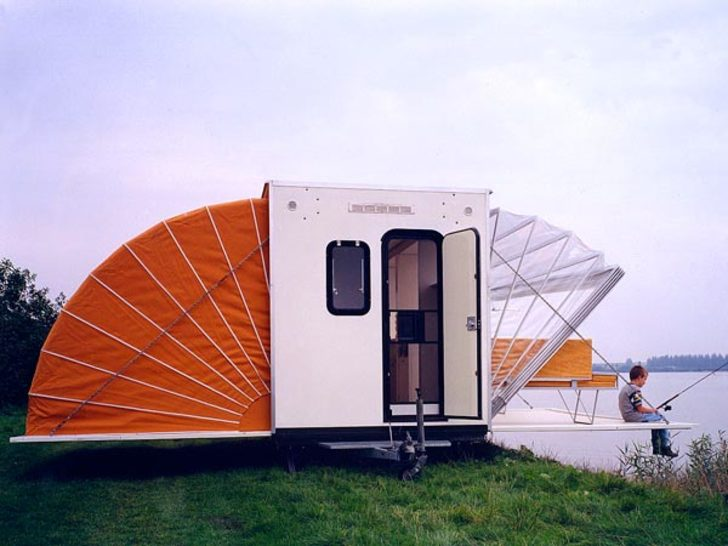
De Markies.

Una combinación de membrana de pretensión con estructura móvil que puede cambiar su geometría o forma en un despliegue. La estructura se  mueve mediante la modificación de la tensión aplicada. Si a este sistema se le adosa a un objeto, permite ampliar el espacio del mismo en función del uso. Además si se quiere establecer una conexión más directa la adhesión de una membrana con un medio de transporte, por ejemplo una caravana, permite una mayor flexibilidad del espacio y movilidad.
Este tipo de estructura puede estar relacionado con un sistema de pliegues para optimizar el espacio como es el caso de “De Markies”.

### Hinchables

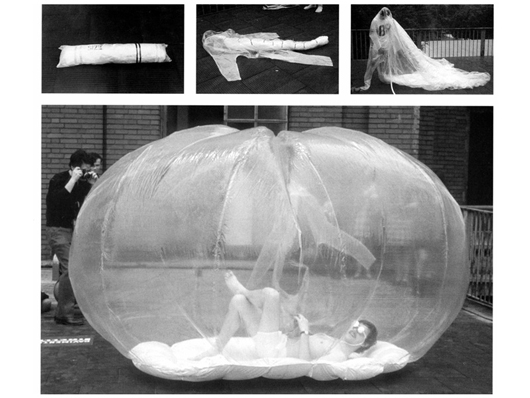
CUSHICLE, 1964

La estructura se basa en la utilización de aire a presión para inflar un material flexible desde su interior. Se caracterizan por ser de fácil transporte ya que se utilizan materiales ligeros y flexibles.  Para su mantenimiento hay que tener en cuenta que la presión en el interior debe ser igual o superior a cualquier presión externa que se aplique a la estructura. 
Su ámbito de aplicación es muy extenso, abarca desde la creación de espacios para un solo individuo hasta la de una ciudad.
Por su condición estructural, la arquitectura hinchable destaca por la reducción de tamaño para su fácil transporte, siendo por tanto un ejemplo claro de arquitectura transportable.

### Tensegridad

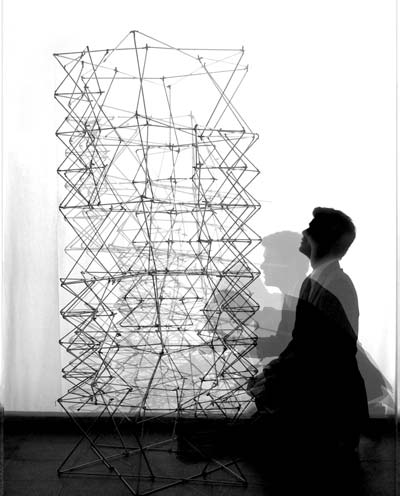
Sistema estructural desplegable zip zip. Rodrigo García

Estructura compuesta por cables y barras en tensión y compresión, que permite el proceso de transformación, La mayoría de las obras y estudios de tensegridad se han realizado en configuraciones esféricas o poliédricas. Varios autores han propuesto diferentes tipos de cúpulas a través de la continua tensión y descompresión. 
El resultado son grandes espacios diáfanos sin apoyos internos formados por estructuras simples y mediante materiales ligeros. Un claro ejemplo sería el sistema estructural que permite realizar edificaciones desplegables de gran altura, "zip-zip", realizado por Rodrigo García, antiguo alumno de la ETSAM.
Su aplicación en arquitecturas transportables consta de varias ventajas como el uso de la propia estructura para su montaje, sin el uso de estructuras auxiliares o la ausencia de puntos débiles locales. Existe una combinación con sistemas plegables, siendo por tanto solo necesario una pequeña cantidad de energía para cambiar su configuración.